# Diana Marie Müller
Diana Marie Müller (* 1984 in Mannheim) ist eine deutsche Theater- und Filmschauspielerin.

## Leben
Diana Marie Müller wurde 2003 bis 2006 am Schauspiel München ausgebildet. Danach wurde sie als Theater-Schauspielerin tätig, sie spielte unter anderem Momo im Theater Oberhausen und ab 2013 im Ensemble des Salzburger Landestheaters. 2013 war sie als „Sola“ in der Fernsehserie Die Kirche bleibt im Dorf zu sehen.

## Filmografie (Auswahl)
- 2011: Polizeiruf 110: Cassandras Warnung
- 2013: Die Kirche bleibt im Dorf (Fernsehserie, 11 Folgen)
- 2014–2015: SOKO München (Fernsehserie, 2 Folgen)
- 2016: Close (Kurzfilm)
- 2016: Katie Fforde: Die Frau an seiner Seite
- 2018: Safari – Match Me If You Can
- 2020: Tatort: Der Welten Lohn
- 2021: SOKO Stuttgart: Sonnengruß ins Jenseits (Fernsehserie)